# Persone di nome Riccardo
| Questa pagina contiene informazioni ricavate automaticamente dalle voci biografiche con l'ausilio del template Bio e di un bot. L'aggiornamento è periodico e automatico e ricostruisce completamente la pagina. Se manca una persona in questa lista, sei pregato di non aggiungerla, ma accertati piuttosto che la sua voce biografica contenga il template Bio e che i dati anagrafici siano correttamente compilati. Se il template Bio manca, inseriscilo tu stesso o, in alternativa, metti l'avviso {{tmp\|Bio}} che ne segnala la mancanza. Se i dati riportati sono sbagliati, correggi direttamente la voce biografica; le modifiche saranno visibili in questa lista entro pochi giorni. Per chiarimenti vedi il progetto antroponimi. La lista contiene solo le 599 persone che sono citate nell'enciclopedia e per le quali è stato implementato correttamente il template Bio. Pagina aggiornata al 6 ago 2025. |

Questa è una lista di persone presenti nell'enciclopedia che hanno il nome Riccardo, suddivise per attività principale.

## Allenatori di calcio(12)
- Riccardo Allegretti, allenatore di calcio e ex calciatore italiano (Milano, n. 1978)
- Riccardo Bracaloni, allenatore di calcio e ex calciatore italiano (Carrara, n. 1970)
- Riccardo Carapellese, allenatore di calcio e calciatore italiano (Cerignola, n. 1922 - Rapallo, † 1995)
- Riccardo Castagna, allenatore di calcio e ex calciatore italiano (Soave, n. 1971)
- Riccardo Cenci, allenatore di calcio e ex calciatore italiano (Fucecchio, n. 1958)
- Riccardo Colombo, allenatore di calcio e ex calciatore italiano (Tradate, n. 1982)
- Riccardo Corallo, allenatore di calcio e ex calciatore italiano (Rivoli, n. 1980)
- Riccardo Fissore, allenatore di calcio e ex calciatore italiano (Carmagnola, n. 1980)
- Riccardo Maspero, allenatore di calcio e ex calciatore italiano (Lodi, n. 1970)
- Riccardo Monguzzi, allenatore di calcio e ex calciatore italiano (Monza, n. 1965)
- Riccardo Talarini, allenatore di calcio e ex calciatore italiano (Parabiago, n. 1942)
- Riccardo Zampagna, allenatore di calcio e ex calciatore italiano (Terni, n. 1974)

## Allenatori di pallacanestro(1)
- Riccardo Paolini, allenatore di pallacanestro italiano (Pesaro, n. 1959)

## Allenatori di pallamano(1)
- Riccardo Trillini, allenatore di pallamano italiano (Cingoli, n. 1965)

## Allenatori di pallavolo(2)
- Riccardo Gallia, allenatore di pallavolo e ex pallavolista italiano (Alessandria, n. 1969)
- Riccardo Marchesi, allenatore di pallavolo italiano (Bologna, n. 1976)

## Allenatori di tennis(1)
- Riccardo Piatti, allenatore di tennis italiano (Como, n. 1958)

## Alpinisti(2)
- Riccardo Bee, alpinista italiano (Lamon, n. 1947 - Monte Agner, † 1982)
- Riccardo Cassin, alpinista e partigiano italiano (San Vito al Tagliamento, n. 1909 - Pian dei Resinelli, † 2009)

## Altisti(1)
- Riccardo Fortini, altista italiano (Ponte a Signa, n. 1957 - † 2009)

## Ammiragli(1)
- Riccardo Paladini, ammiraglio italiano (Montopoli in Val d'Arno, n. 1879 - Livorno, † 1943)

## Annunciatori televisivi(1)
- Riccardo Paladini, annunciatore televisivo e giornalista italiano (Roma, n. 1925 - Formello, † 1996)

## Antifascisti(1)
- Riccardo Formica, antifascista italiano (Trapani, n. 1896 - Milano, † 1975)

## Arbitri di calcio(5)
- Riccardo Lattanzi, arbitro di calcio italiano (Ancona, n. 1934 - Roma, † 1991)
- Riccardo Pieri, arbitro di calcio italiano (Trieste, n. 1920 - † 1965)
- Riccardo Pippo, arbitro di calcio e calciatore italiano (n. 1886 - † 1934)
- Riccardo Ros, ex arbitro di calcio italiano (San Vito al Tagliamento, n. 1985)
- Riccardo Tozzi, ex arbitro di calcio italiano (Roma, n. 1975)

## Archeologi(1)
- Riccardo Francovich, archeologo e medievista italiano (Firenze, n. 1946 - Fiesole, † 2007)

## Architetti(6)
- Riccardo Blumer, architetto e designer svizzero (Bergamo, n. 1959)
- Riccardo Brayda, architetto e ingegnere italiano (Genova, n. 1849 - Torino, † 1911)
- Riccardo Calocchieri, architetto italiano (Livorno, n. 1773 - † 1834)
- Riccardo Dalisi, architetto, designer e artista italiano (Potenza, n. 1931 - Napoli, † 2022)
- Riccardo Gizdulich, architetto, militare e partigiano italiano (Fiume, n. 1908 - Firenze, † 1983)
- Riccardo da Lentini, architetto italiano (Lentini)

## Archivisti(1)
- Riccardo Filangieri, archivista, storico e genealogista italiano (Napoli, n. 1882 - Napoli, † 1959)

## Arcivescovi cattolici(4)
- Riccardo di Dover, arcivescovo cattolico francese (Normandia - Halling, † 1184)
- Serafino Filangieri, arcivescovo cattolico italiano (Lapio, n. 1713 - Napoli, † 1782)
- Riccardo Fontana, arcivescovo cattolico italiano (Forte dei Marmi, n. 1947)
- Riccardo Lamba, arcivescovo cattolico italiano (Caracas, n. 1956)

## Artisti(3)
- Riccardo Gusmaroli, artista italiano (Verona, n. 1963)
- Riccardo Mannelli, artista e disegnatore italiano (Pistoia, n. 1955)
- Riccardo Rossi, artista, scultore e medaglista italiano (Massa, n. 1911 - Massa, † 1983)

## Astrofisici(1)
- Riccardo Giacconi, astrofisico italiano (Genova, n. 1931 - San Diego, † 2018)

## Astronomi(1)
- Riccardo Giovanelli, astronomo e fisico italiano (Praticello, n. 1946 - Ithaca, † 2022)

## Atleti paralimpici(2)
- Riccardo Bagaini, atleta paralimpico italiano (Sorengo, n. 2000)
- Riccardo Dalla Mana, atleta paralimpico italiano (Camposampiero, n. 2006)

## Attori(27)
- Riccardo Billi, attore e doppiatore italiano (Siena, n. 1906 - Roma, † 1982)
- Dado Coletti, attore, conduttore televisivo e conduttore radiofonico italiano (Roma, n. 1974)
- Riccardo Cucciolla, attore, doppiatore e direttore del doppiaggio italiano (Bari, n. 1924 - Roma, † 1999)
- Riccardo De Filippis, attore italiano (Roma, n. 1973)
- Riccardo Fellini, attore e regista italiano (Rimini, n. 1921 - Roma, † 1991)
- Riccardo Ferri, attore italiano
- Riccardo Festa, attore italiano (Orzinuovi, n. 1975)
- Riccardo Forte, attore, conduttore radiofonico e doppiatore italiano (Cuneo, n. 1958)
- Riccardo Garrone, attore e doppiatore italiano (Roma, n. 1926 - Milano, † 2016)
- Riccardo Lombardo, attore, doppiatore e direttore del doppiaggio italiano (Moncalieri, n. 1967)
- Riccardo Magherini, attore, regista e drammaturgo italiano (Asmara, n. 1958)
- Riccardo Massucci, attore e regista italiano (Finale Emilia, n. 1879 - Torino, † 1968)
- Ricky Memphis, attore italiano (Roma, n. 1968)
- Riccardo Niseem Onorato, attore e doppiatore italiano (Roma, n. 1966)
- Riccardo Pangallo, attore e comico italiano (Ragusa, n. 1953)
- Riccardo Peroni, attore e doppiatore italiano (Chiavari, n. 1949)
- Riccardo Petrazzi, attore e stuntman italiano (Roma, n. 1938 - Roma, † 2003)
- Riccardo Pizzuti, attore e stuntman italiano (Cetraro, n. 1934)
- Riccardo Polizzy Carbonelli, attore e doppiatore italiano (Roma, n. 1961)
- Riccardo Reim, attore, regista e drammaturgo italiano (Roma, n. 1953 - Roma, † 2014)
- Riccardo Rossi, attore, personaggio televisivo e comico italiano (Roma, n. 1962)
- Riccardo Salerno, attore e conduttore televisivo italiano (Milano, n. 1971)
- Riccardo Salvino, attore italiano (Palermo, n. 1944 - Roma, † 1999)
- Riccardo Sardonè, attore, modello e personaggio televisivo italiano (Milano, n. 1977)
- Riccardo Scamarcio, attore e produttore cinematografico italiano (Trani, n. 1979)
- Riccardo Serventi Longhi, attore italiano (Roma, n. 1967)
- Riccardo Zinna, attore, regista teatrale e compositore italiano (Napoli, n. 1958 - Napoli, † 2018)

## Attori teatrali(1)
- Riccardo Mantani, attore teatrale e doppiatore italiano (Morciano di Romagna, n. 1930 - Riccione, † 2013)

## Autori di giochi(1)
- Riccardo Affinati, autore di giochi e saggista italiano (Roma, n. 1959)

## Autori televisivi(4)
- Riccardo Distefano, autore televisivo e personaggio televisivo italiano (Catania, n. 1954)
- Riccardo Piferi, autore televisivo, paroliere e regista teatrale italiano (Ravenna, n. 1954)
- Riccardo Sfondrini, autore televisivo e scrittore italiano (Milano, n. 1964)
- Riccardo Trombetta, autore televisivo, conduttore televisivo e produttore televisivo italiano (Roma, n. 1980)

## Aviatori(1)
- Riccardo Brigliadori, aviatore italiano (Milano, n. 1968)

## Avvocati(1)
- Riccardo Gefter Wondrich, avvocato e politico italiano (Graz, n. 1901 - Roma, † 1985)

## Baritoni(1)
- Riccardo Stracciari, baritono italiano (Casalecchio di Reno, n. 1875 - Roma, † 1955)

## Boccisti(1)
- Riccardo Capaccioni, boccista e dirigente sportivo italiano (Ventimiglia, n. 1977)

## Botanici(1)
- Riccardo Guarino, botanico italiano (Bologna, n. 1971)

## Canoisti(1)
- Riccardo Marchesini, canoista italiano (Vigevano, n. 1963)

## Canottieri(2)
- Riccardo Dei Rossi, ex canottiere italiano (Trieste, n. 1969)
- Riccardo Divora, canottiere italiano (Capodistria, n. 1908 - † 1951)

## Cantanti(3)
- Ricky Gianco, cantante, chitarrista e compositore italiano (Lodi, n. 1943)
- Papa Ricky, cantante italiano (Roma, n. 1966)
- Riccardo Zara, cantante, musicista e compositore italiano (Monfalcone, n. 1946)

## Cantautori(13)
- Riccardo Azzurri, cantautore italiano (Firenze, n. 1953)
- Riccardo Bellei, cantautore e conduttore radiofonico italiano (Roma, n. 1953 - Modena, † 2017)
- Riccardo Cocciante, cantautore e compositore italiano (Saigon, n. 1946)
- Riccardo Del Turco, cantautore, musicista e produttore discografico italiano (Firenze, n. 1939)
- Blanco, cantautore italiano (Brescia, n. 2003)
- Riccardo Fogli, cantautore e bassista italiano (Pontedera, n. 1947)
- Riccardo Maffoni, cantautore italiano (Orzinuovi, n. 1977)
- Riccardo Marasco, cantautore italiano (Firenze, n. 1938 - Bagno a Ripoli, † 2015)
- Riki, cantautore italiano (Segrate, n. 1992)
- Paolo Riviera, cantautore italiano (Figline Valdarno, n. 1952)
- Riccardo Sinigallia, cantautore e produttore discografico italiano (Roma, n. 1970)
- Ricky Tamaca, cantautore italiano (Andria, n. 1949 - Robbiate, † 2008)
- Riccardo Zanotti, cantautore, produttore discografico e polistrumentista italiano (Alzano Lombardo, n. 1994)

## Cardinali(3)
- Riccardo Annibaldi, cardinale italiano (Roma - Roma, † 1276)
- Riccardo Petroni, cardinale italiano (Siena - Genova, † 1314)
- Riccardo di Montecassino, cardinale italiano (Montecassino, † 1262)

## Ceramisti(1)
- Riccardo Gatti, ceramista e scultore italiano (Faenza, n. 1886 - Faenza, † 1972)

## Cestisti(20)
- Riccardo Antonelli, ex cestista italiano (Varese, n. 1988)
- Riccardo Bolpin, cestista italiano (Venezia, n. 1997)
- Riccardo Caneva, cestista italiano (Acqui Terme, n. 1962)
- Riccardo Casagrande, cestista italiano (Senigallia, n. 1988)
- Riccardo Cattapan, cestista italiano (Alba, n. 1997)
- Riccardo Cervi, ex cestista italiano (Reggio Emilia, n. 1991)
- Riccardo Cortese, cestista italiano (Cento, n. 1986)
- Riccardo Esposito, ex cestista e allenatore di pallacanestro italiano (Napoli, n. 1966)
- Riccardo Malagoli, cestista italiano (Modena, n. 1988)
- Riccardo Morandotti, ex cestista italiano (Milano, n. 1965)
- Riccardo Moraschini, cestista italiano (Cento, n. 1991)
- Riccardo Pederzini, cestista italiano (Bologna, n. 1989)
- Riccardo Perego, ex cestista italiano (Desio, n. 1981)
- Riccardo Pittis, ex cestista italiano (Milano, n. 1968)
- Riccardo Rossato, cestista italiano (Venezia, n. 1996)
- Riccardo Sales, cestista e allenatore di pallacanestro italiano (Arona, n. 1941 - Treviso, † 2006)
- Riccardo Santolamazza, cestista italiano (Roma, n. 1983)
- Riccardo Tavernelli, cestista italiano (Monza, n. 1991)
- Riccardo Truccolo, cestista italiano (Pordenone, n. 1989)
- Riccardo Visconti, cestista italiano (Torino, n. 1998)

## Chitarristi(2)
- Riccardo Onori, chitarrista, compositore e produttore discografico italiano (Prato, n. 1969)
- Riccardo Zappa, chitarrista italiano (Forlì, n. 1951)

## Ciclisti su strada(8)
- Riccardo Filippi, ciclista su strada e pistard italiano (Ivrea, n. 1931 - Lessolo, † 2015)
- Riccardo Lucca, ciclista su strada italiano (Rovereto, n. 1997)
- Riccardo Maffeo, ciclista su strada italiano (n. 1885 - Ginevra, † 1936)
- Riccardo Magrini, ex ciclista su strada, dirigente sportivo e commentatore televisivo italiano (Montecatini Terme, n. 1954)
- Riccardo Minali, ex ciclista su strada e pistard italiano (Isola della Scala, n. 1995)
- Riccardo Riccò, ex ciclista su strada italiano (Sassuolo, n. 1983)
- Riccardo Stacchiotti, ex ciclista su strada italiano (Recanati, n. 1991)
- Riccardo Zoidl, ciclista su strada austriaco (Linz, n. 1988)

## Comici(1)
- Riccardo Miniggio, comico, cabarettista e attore italiano (Torino, n. 1935)

## Compositori(9)
- Riccardo Barthelemy, compositore e pianista italiano (Smirne, n. 1869 - † 1955)
- Riccardo Bianchini, compositore italiano (Milano, n. 1946 - Roma, † 2003)
- Riccardo Broschi, compositore italiano (Napoli - Madrid, † 1756)
- Riccardo Casalaina, compositore italiano (Novara di Sicilia, n. 1881 - Messina, † 1908)
- Riccardo Drigo, compositore e direttore d'orchestra italiano (Padova, n. 1846 - Padova, † 1930)
- Riccardo Malipiero, compositore italiano (Milano, n. 1914 - Milano, † 2003)
- Riccardo Piacentini, compositore, pianista e saggista italiano (Moncalieri, n. 1958)
- Riccardo Tesi, compositore italiano (Pistoia, n. 1956)
- Riccardo Zandonai, compositore e direttore d'orchestra italiano (Rovereto, n. 1883 - Trebbiantico, † 1944)

## Condottieri(1)
- Riccardo di Raviscanina, condottiero normanno

## Conduttori televisivi(1)
- Riccardo Cresci, conduttore televisivo, conduttore radiofonico e autore televisivo italiano (Roma, n. 1983)

## Critici d'arte(1)
- Riccardo Peloso, critico d'arte e giornalista italiano (Trani, n. 1943 - Roma, † 2012)

## Critici letterari(1)
- Riccardo Scrivano, critico letterario italiano (Alassio, n. 1928 - Civitavecchia, † 2020)

## Danzatori(1)
- Riccardo Cocchi, ballerino italiano (Terni, n. 1975)

## Designer(1)
- Riccardo Sarfatti, designer, imprenditore e politico italiano (Milano, n. 1940 - Tremezzo, † 2010)

## Diplomatici(4)
- Riccardo Astuto di Lucchese, diplomatico italiano (Napoli, n. 1882 - Francavilla al Mare, † 1952)
- Riccardo Bollati, diplomatico e politico italiano (Novara, n. 1858 - Novara, † 1939)
- Riccardo Guariglia, diplomatico italiano (Chicago, n. 1961)
- Riccardo Sessa, diplomatico italiano (Massa, n. 1947)

## Direttori d'orchestra(6)
- Riccardo Brazzale, direttore d'orchestra, compositore e musicista italiano (Thiene, n. 1960)
- Riccardo Chailly, direttore d'orchestra italiano (Milano, n. 1953)
- Riccardo Favero, direttore d'orchestra, clavicembalista e organista italiano (Bassano del Grappa, n. 1966)
- Riccardo Frizza, direttore d'orchestra italiano (Brescia, n. 1971)
- Riccardo Minasi, direttore d'orchestra e violinista italiano (Roma, n. 1978)
- Riccardo Muti, direttore d'orchestra italiano (Napoli, n. 1941)

## Direttori della fotografia(2)
- Riccardo Grassetti, direttore della fotografia italiano (Roma, n. 1941)
- Riccardo Pallottini, direttore della fotografia italiano (Roma, n. 1908 - Luzon, † 1982)

## Dirigenti d'azienda(3)
- Riccardo Decima, dirigente d'azienda italiano (Taibon Agordino, n. 1888 - Massanzago, † 1945)
- Riccardo Fabbro, manager e pubblicista italiano (Roma, n. 1986)
- Riccardo Ruggiero, dirigente d'azienda italiano (Napoli, n. 1960)

## Dirigenti sportivi(6)
- Riccardo Bigon, dirigente sportivo e ex calciatore italiano (Padova, n. 1971)
- Riccardo Ferri, dirigente sportivo, allenatore di calcio e ex calciatore italiano (Crema, n. 1963)
- Riccardo Forconi, dirigente sportivo e ex ciclista su strada italiano (Empoli, n. 1970)
- Riccardo Gaucci, dirigente sportivo e ex giocatore di calcio a 5 italiano (Roma, n. 1976)
- Riccardo Michieletto, dirigente sportivo e ex pallavolista italiano (Treviso, n. 1968)
- Riccardo Pinzani, dirigente sportivo e ex arbitro di calcio italiano (Empoli, n. 1978)

## Disc jockey(2)
- DJ Balli, disc jockey, produttore discografico e scrittore italiano (Bologna, n. 1972)
- Ricci DJ, disc jockey e produttore discografico italiano (Ferrara, n. 1963 - Forlì, † 2000)

## Doppiatori(6)
- Riccardo Montanaro, doppiatore italiano (Torino, n. 1954 - Mezzegra, † 2010)
- Riccardo Petrozzi, doppiatore e attore italiano (Roma, n. 1981)
- Riccardo Rossi, doppiatore e direttore del doppiaggio italiano (Roma, n. 1963)
- Riccardo Rovatti, doppiatore italiano (Modena, n. 1954)
- Riccardo Scarafoni, doppiatore italiano (Roma, n. 1974)
- Riccardo Suarez, doppiatore italiano (Roma, n. 2000)

## Drammaturghi(2)
- Riccardo Morbelli, drammaturgo, sceneggiatore e paroliere italiano (Orsara Bormida, n. 1907 - Lavinio Lido di Enea, † 1966)
- Riccardo Selvatico, commediografo, poeta e politico italiano (Venezia, n. 1849 - Biancade, † 1901)

## Economisti(6)
- Riccardo Bachi, economista e statistico italiano (Torino, n. 1875 - Roma, † 1951)
- Riccardo Dalla Volta, economista italiano (Mantova, n. 1862 - Auschwitz, † 1944)
- Riccardo Faini, economista e giornalista italiano (Losanna, n. 1951 - Roma, † 2007)
- Riccardo Gallo, economista italiano (Roma, n. 1943)
- Riccardo Petrella, economista e politologo italiano (La Spezia, n. 1941)
- Riccardo Realfonzo, economista italiano (Napoli, n. 1964)

## Editori(1)
- Riccardo Ricciardi, editore italiano (Napoli, n. 1879 - Napoli, † 1973)

## Educatori(1)
- Riccardo Campagnoni, educatore e politico italiano (San Pietro in Campiano, n. 1886 - Ravenna, † 1953)

## Enigmisti(1)
- Riccardo Benucci, enigmista e scrittore italiano (Firenze, n. 1956)

## Filologi(1)
- Riccardo Scarcia, filologo classico e latinista italiano (Roma, n. 1938 - Roma, † 2022)

## Filosofi(2)
- Riccardo Campa, filosofo e storico della filosofia italiano (Presicce, n. 1934)
- Riccardo Pozzo, filosofo e storico della filosofia italiano (Milano, n. 1959)

## Fisici(3)
- Riccardo Felici, fisico italiano (Parma, n. 1819 - Sant'Alessio, † 1902)
- Riccardo Rattazzi, fisico italiano (Novara, n. 1964)
- Riccardo Zecchina, fisico italiano (Torino, n. 1963)

## Fondisti(1)
- Riccardo Tomasini, ex fondista e nuotatore italiano (Bolzano, n. 1956)

## Fotografi(3)
- Riccardo Carbone, fotografo e fotoreporter italiano (Napoli, n. 1897 - Napoli, † 1973)
- Riccardo Carnovalini, fotografo italiano (La Spezia, n. 1957)
- Riccardo Moncalvo, fotografo italiano (Torino, n. 1915 - Torino, † 2008)

## Francescani(1)
- Riccardo da Caltagirone, francescano italiano (Caltagirone)

## Fumettisti(4)
- Riccardo Burchielli, fumettista italiano (Peccioli, n. 1975)
- Riccardo Crosa, fumettista, disegnatore e illustratore italiano (Siracusa, n. 1967)
- Riccardo Nunziati, fumettista italiano
- Riccardo Secchi, fumettista e sceneggiatore italiano (Milano, n. 1962)

## Funzionari(3)
- Riccardo Fabris, funzionario, saggista e patriota italiano (Lestizza, n. 1853 - Lestizza, † 1911)
- Riccardo Malpica, prefetto e poliziotto italiano (Napoli, n. 1931)
- Riccardo Motta, prefetto italiano (Torino, n. 1878 - Roma, † 1962)

## Generali(7)
- Riccardo Balocco, generale italiano (Milano, n. 1883 - Roma, † 1964)
- Riccardo Bisogniero, generale italiano (Roma, n. 1923 - Roma, † 2018)
- Riccardo Galletta, generale italiano (Firenze, n. 1962)
- Riccardo Marchiò, generale italiano (Roma, n. 1955)
- Riccardo Moizo, generale e prefetto italiano (Saliceto, n. 1877 - Roma, † 1962)
- Riccardo Pentimalli, generale italiano (Palmi, n. 1884 - Venezia, † 1953)
- Riccardo Maraffa, generale e poliziotto italiano (Bigliana, n. 1890 - Dachau, † 1943)

## Geografi(1)
- Riccardo Riccardi, geografo e viaggiatore italiano (Roma, n. 1897 - Roma, † 1981)

## Ginnasti(1)
- Riccardo Villa, ginnasta italiano (Monza, n. 2005)

## Giocatori di baseball(3)
- Riccardo Bertagnon, giocatore di baseball italiano (Verona, n. 1984)
- Riccardo De Santis, giocatore di baseball italiano (Grosseto, n. 1980)
- Riccardo Matteucci, ex giocatore di baseball italiano (Milano, n. 1957)

## Giocatori di beach volley(2)
- Riccardo Bizzotto, giocatore di beach volley italiano (Bassano del Grappa, n. 1981)
- Riccardo Lione, giocatore di beach volley italiano (Roma, n. 1972)

## Giocatori di biliardo(2)
- Riccardo Belluta, giocatore di biliardo italiano (Messina, n. 1962)
- Riccardo Masini, giocatore di biliardo italiano (Magenta, n. 1977 - Cassolnovo, † 2005)

## Giocatori di calcio a 5(2)
- Riccardo Berti Lorenzi, giocatore di calcio a 5 e ex calciatore italiano (La Lisa, n. 1992)
- Riccardo Siddi, giocatore di calcio a 5 italiano (Cagliari, n. 2001)

## Giornalisti(18)
- Riccardo Albini, giornalista italiano (Milano, n. 1953)
- Riccardo Barenghi, giornalista italiano (Roma, n. 1957)
- Riccardo Berti, giornalista italiano (Prato, n. 1946 - Firenze, † 2010)
- Riccardo Bertoncelli, giornalista, critico musicale e conduttore radiofonico italiano (Novara, n. 1952)
- Riccardo Bonacina, giornalista, conduttore televisivo e autore televisivo italiano (Lecco, n. 1954 - Roma, † 2024)
- Riccardo Chartroux, giornalista italiano (Roma, n. 1966)
- Riccardo Chiaberge, giornalista e saggista italiano (Torino, n. 1947)
- Riccardo Cucchi, giornalista italiano (Roma, n. 1952)
- Riccardo Ehrman, giornalista italiano (Firenze, n. 1929 - Madrid, † 2021)
- Riccardo Forte, giornalista italiano (San Giorgio a Cremano, n. 1904 - Roma, † 1993)
- Riccardo Giacoia, giornalista italiano (Cosenza, n. 1963)
- Riccardo Iacona, giornalista e autore televisivo italiano (Roma, n. 1957)
- Riccardo Luna, giornalista italiano (Roma, n. 1965)
- Riccardo Marassi, giornalista e vignettista italiano (Napoli, n. 1957)
- Riccardo Michelucci, giornalista e conduttore radiofonico italiano (Firenze, n. 1970)
- Riccardo Momigliano, giornalista, politico e antifascista italiano (Cuneo, n. 1879 - Mondovì, † 1961)
- Riccardo Orioles, giornalista italiano (Milazzo, n. 1949)
- Riccardo Trevisani, giornalista, conduttore televisivo e telecronista sportivo italiano (Roma, n. 1979)

## Giuristi(4)
- Riccardo Cattaneo, giurista e politico italiano (Trecate, n. 1854 - Trana, † 1931)
- Riccardo Orestano, giurista italiano (Palermo, n. 1909 - Roma, † 1988)
- Riccardo da Venosa, giurista e poeta italiano (Venosa)
- Riccardo da Bisaccia, giurista italiano

## Hockeisti in-line(1)
- Riccardo Valentini, hockeista in-line italiano (Civitavecchia, n. 1985)

## Hockeisti su ghiaccio(1)
- Riccardo Sartori, hockeista su ghiaccio svizzero (Lugano, n. 1994)

## Hockeisti su pista(4)
- Riccardo Baffelli, hockeista su pista e allenatore di hockey su pista italiano (Lodi, n. 1971)
- Riccardo Cervi, hockeista su pista italiano (Milano, n. 2002)
- Riccardo Gnata, hockeista su pista italiano (Asiago, n. 1992)
- Riccardo Porchera, hockeista su pista italiano (Lodi, n. 1998)

## Illustratori(1)
- Riccardo Guasco, illustratore, pittore e grafico italiano (Alessandria, n. 1975)

## Imprenditori(13)
- Riccardo Barilla, imprenditore italiano (Parma, n. 1880 - Salsomaggiore Terme, † 1947)
- Riccardo Bonetto, imprenditore e ex calciatore italiano (Asolo, n. 1979)
- Riccardo Cangini, imprenditore e autore di videogiochi italiano (Genova, n. 1968)
- Riccardo Cotarella, imprenditore e enologo italiano (Monterubiaglio, n. 1948)
- Riccardo Ferrari, imprenditore e politico italiano (Verona, n. 1888 - † 1973)
- Riccardo Garrone, imprenditore e dirigente sportivo italiano (Genova, n. 1936 - Grondona, † 2013)
- Riccardo Gualino, imprenditore, mecenate e collezionista d'arte italiano (Biella, n. 1879 - Firenze, † 1964)
- Riccardo Illy, imprenditore e politico italiano (Trieste, n. 1955)
- Riccardo Jucker, imprenditore e collezionista d'arte italiano (n. 1909 - † 1987)
- Riccardo Lovat, imprenditore italiano (Libàno, n. 1928)
- Riccardo Moroder, imprenditore e politico italiano (Ancona, n. 1876 - Ancona, † 1941)
- Riccardo Sebellin, imprenditore, politico e dirigente sportivo italiano (Vicenza, n. 1847 - Vicenza, † 1925)
- Riccardo Tozzi, imprenditore, produttore cinematografico e produttore televisivo italiano (Roma, n. 1947)

## Ingegneri(4)
- Riccardo Arnò, ingegnere italiano (Alpignano, n. 1866 - Torino, † 1928)
- Riccardo Bianchi, ingegnere e dirigente d'azienda italiano (Casale Monferrato, n. 1854 - Torino, † 1936)
- Riccardo De Maestri, ingegnere e architetto italiano (Genova, n. 1921 - Genova, † 1999)
- Riccardo Morandi, ingegnere italiano (Roma, n. 1902 - Roma, † 1989)

## Insegnanti(1)
- Riccardo Bruni, insegnante italiano (Torino, n. 1956 - Torino, † 2023)

## Kickboxer(1)
- Riccardo Albanese, kickboxer italiano (n. 1998)

## Letterati(1)
- Riccardo Mitchell, letterato e patriota italiano (Messina, n. 1815 - † 1888)

## Linguisti(2)
- Riccardo Bertani, linguista, scrittore e traduttore italiano (Campegine, n. 1930 - Campegine, † 2023)
- Riccardo Tesi, linguista italiano (Pistoia, n. 1962)

## Liutai(1)
- Riccardo Antoniazzi, liutaio italiano (Cremona, n. 1853 - Milano, † 1912)

## Lottatori(2)
- Riccardo Vito Abbrescia, lottatore italiano (Roma, n. 1995)
- Riccardo Magni, ex lottatore italiano (Padova, n. 1976)

## Magistrati(2)
- Riccardo Chieppa, magistrato italiano (Roma, n. 1926 - Roma, † 2025)
- Riccardo Turrini Vita, ex magistrato italiano (Roma, n. 1961)

## Marciatori(1)
- Riccardo Orsoni, marciatore italiano (Asola, n. 2000)

## Matematici(2)
- Riccardo Benedetti, matematico italiano (Livorno, n. 1953)
- Riccardo De Paolis, matematico italiano (Roma, n. 1854 - Roma, † 1892)

## Medici(8)
- Riccardo Di Segni, medico e rabbino italiano (Roma, n. 1949)
- Riccardo Galeazzi Lisi, medico italiano (Roma, n. 1891 - Roma, † 1968)
- Ricardo Galeazzi, medico italiano (n. 1866 - † 1952)
- Riccardo Sculco, medico e politico italiano (Crotone, n. 1858 - Crotone, † 1931)
- Riccardo Venturini, medico e psicologo italiano (Roma, n. 1929 - Roma, † 2015)
- Riccardo Versari, medico e politico italiano (Milano, n. 1865 - La Morra, † 1945)
- Riccardo Villari, medico e politico italiano (Napoli, n. 1956)
- Riccardo Zucchi, medico e biochimico italiano (Castelnuovo di Garfagnana, n. 1957)

## Mezzofondisti(1)
- Riccardo Materazzi, ex mezzofondista italiano (Bruxelles, n. 1963)

## Militari(14)
- Riccardo Bajardi, militare italiano (Novi Ligure, n. 1886 - Col di Lana, † 1917)
- Riccardo Balagna, militare e aviatore italiano (Pinerolo, n. 1912 - Mar Mediterraneo, † 1941)
- Riccardo Bombig, militare italiano (Pola, n. 1913 - Scutari, † 1939)
- Riccardo Boschiero, militare e partigiano italiano (Ponte di Brenta, n. 1912 - Borgo San Dalmazzo, † 1944)
- Riccardo Capeccia, militare italiano (n. 1972)
- Riccardo De Caroli, militare italiano (Altare, n. 1878 - Occupazione di El-Mergèb, † 1912)
- Riccardo Fabiani, militare italiano (Roma, n. 1905 - Opyt, † 1943)
- Riccardo Filangieri, militare italiano
- Riccardo Giusto, militare italiano (Udine, n. 1895 - Drenchia, † 1915)
- Riccardo Grazioli Lante della Rovere, militare italiano (Roma, n. 1887 - Homs, † 1911)
- Riccardo Imperiali di Francavilla, militare italiano (Napoli, n. 1907 - Milano, † 1960)
- Riccardo de Lingèvres, militare normanno (Bayeux - Andria, † 1155)
- Riccardo Roveda, militare e aviatore italiano (Costa Volpino, n. 1909 - San José, † 1949)
- Riccardo Hellmuth Seidl, militare e aviatore italiano (Napoli, n. 1904 - La Galite, † 1941)

## Mountain biker(1)
- Riccardo Chiarini, mountain biker e ex ciclista su strada italiano (Faenza, n. 1984)

## Multiplisti(1)
- Riccardo Palmieri, ex multiplista italiano (Fermo, n. 1985)

## Musicisti(2)
- Riccardo Moretti, musicista, compositore e direttore d'orchestra italiano (Pontedera, n. 1951)
- Riccardo Nova, musicista italiano (Milano, n. 1960)

## Musicologi(3)
- Riccardo Allorto, musicologo e insegnante italiano (Mosso Santa Maria, n. 1921 - Milano, † 2015)
- Riccardo Giagni, musicologo e compositore italiano (Roma, n. 1956)
- Riccardo Nielsen, musicologo e compositore italiano (Bologna, n. 1908 - Ferrara, † 1982)

## Nobili(20)
- Riccardo Abbate, nobile e militare italiano (Trapani - Trapani, † 1359)
- Riccardo d'Altavilla, nobile normanno (n. 1045)
- Riccardo Caracciolo, nobile italiano (Napoli - Napoli, † 1395)
- Riccardo Carafa, nobile, scrittore e militare italiano (Napoli, n. 1859 - Bologna, † 1920)
- Riccardo I Orsini, nobile italiano (n. 1165 - Cefalonia, † 1197)
- Riccardo II Orsini, nobile italiano (n. 1250 - Cefalonia, † 1304)
- Riccardo Plantageneto, III duca di York, nobile britannico (n. 1411 - Wakefield, † 1460)
- Riccardo di Dreux, nobile francese (Clisson, † 1438)
- Riccardo di Clare, II conte di Pembroke, nobile normanno (Tonbridge, n. 1130 - Dublino, † 1176)
- Riccardo I di Normandia, nobile normanno (Fécamp, n. 933 - Fécamp, † 996)
- Riccardo del Wessex, nobile anglosassone (Regno del Wessex - Lucca, † 722)
- Riccardo il Maresciallo, III conte di Pembroke, nobile britannico (n. 1191 - † 1234)
- Riccardo d'Évreux, nobile normanno († 1067)
- Riccardo II di Gaeta, nobile normanno
- Riccardo Sanseverino, nobile italiano (n. 1220 - † 1267)
- Riccardo II di Sayn-Wittgenstein-Berleburg, nobile tedesco (Gießen, n. 1934 - Bad Berleburg, † 2017)
- Riccardo di Clare, VI conte di Gloucester, nobile britannico (n. 1222 - Kent, † 1262)
- Riccardo di Lauria, nobile italiano (Benevento, † 1266)
- Riccardo di Mandra, nobile normanno
- Riccardo II di Normandia, nobile normanno (Normandia - Fécamp, † 1026)

## Nuotatori(1)
- Riccardo Maestri, nuotatore italiano (Cernusco sul Naviglio, n. 1994)

## Pallamanisti(1)
- Riccardo Stabellini, pallamanista italiano (Bologna, n. 1994)

## Pallanuotisti(3)
- Riccardo Canovaro, ex pallanuotista italiano (Dolo, n. 1974)
- Riccardo De Magistris, ex pallanuotista italiano (Firenze, n. 1954)
- Riccardo Tempestini, ex pallanuotista, allenatore di pallanuoto e dirigente sportivo italiano (Firenze, n. 1961)

## Pallavolisti(8)
- Riccardo Copelli, pallavolista italiano (Casalmaggiore, n. 1996)
- Riccardo Fenili, ex pallavolista e giocatore di beach volley italiano (Viareggio, n. 1975)
- Riccardo Goi, pallavolista italiano (Viadana, n. 1992)
- Riccardo Gollini, pallavolista italiano (Modena, n. 2000)
- Riccardo Pinelli, pallavolista italiano (Modena, n. 1991)
- Riccardo Sbertoli, pallavolista italiano (Milano, n. 1998)
- Riccardo Spairani, pallavolista italiano (Garbagnate Milanese, n. 1978)
- Riccardo Vecchi, pallavolista italiano (Fermo, n. 1996)

## Parolieri(1)
- Riccardo Pradella, paroliere, attore e regista italiano (Dobbiaco, n. 1943 - Milano, † 2012)

## Partigiani(3)
- Riccardo Banderali, partigiano italiano (Torino, n. 1921 - Torino, † 1945)
- Riccardo Fedel, partigiano italiano (Gorizia, n. 1906 - Romagna, † 1944)
- Riccardo Masnata, partigiano italiano (Genova, n. 1908 - Camogli, † 1944)

## Patrioti(1)
- Riccardo Luzzatto, patriota, avvocato e politico italiano (Udine, n. 1842 - Milano, † 1923)

## Pattinatori di velocità in-line(1)
- Riccardo Bugari, pattinatore di velocità in-line e pattinatore di velocità su ghiaccio italiano (San Benedetto del Tronto, n. 1991)

## Pediatri(1)
- Riccardo Simonini, pediatra e epidemiologo italiano (Castelvetro di Modena, n. 1865 - Modena, † 1942)

## Pentatleti(1)
- Riccardo De Luca, pentatleta italiano (Roma, n. 1986)

## Personaggi televisivi(1)
- Riccardo Signoretti, personaggio televisivo italiano (Pesaro, n. 1971)

## Pesisti(1)
- Riccardo Ferrara, pesista italiano (Reggio Calabria, n. 2001)

## Pianisti(4)
- Riccardo Biseo, pianista, compositore e arrangiatore italiano (Roma, n. 1959)
- Riccardo Pick-Mangiagalli, pianista e compositore boemo (Strakonice, n. 1882 - Milano, † 1949)
- Riccardo Risaliti, pianista italiano (Prato, n. 1939)
- Riccardo Vantellini, pianista, direttore d'orchestra e compositore italiano (Varedo, n. 1925 - Varese, † 2012)

## Piloti automobilistici(3)
- Riccardo Agostini, pilota automobilistico italiano (Padova, n. 1994)
- Riccardo Paletti, pilota automobilistico italiano (Milano, n. 1958 - Montréal, † 1982)
- Riccardo Patrese, ex pilota automobilistico italiano (Padova, n. 1954)

## Piloti motociclistici(4)
- Riccardo Chiarello, pilota motociclistico italiano (Montecchio Maggiore, n. 1982)
- Riccardo Moretti, pilota motociclistico italiano (Lugo, n. 1985)
- Riccardo Rossi, pilota motociclistico italiano (Genova, n. 2002)
- Riccardo Russo, pilota motociclistico italiano (Maddaloni, n. 1992)

## Pittori(17)
- Riccardo Cessi, pittore italiano (Dosolo, n. 1840 - Padova, † 1913)
- Riccardo Chicco, pittore e docente italiano (Torino, n. 1910 - Torino, † 1973)
- Riccardo Francalancia, pittore italiano (Assisi, n. 1886 - Roma, † 1965)
- Riccardo Galli, pittore, illustratore e incisore italiano (Milano, n. 1869 - Barzio, † 1944)
- Riccardo Galuppo, pittore italiano (Padova, n. 1932 - Padova, † 2014)
- Riccardo Guarneri, pittore italiano (Firenze, n. 1933)
- Riccardo Licata, pittore italiano (Torino, n. 1929 - Venezia, † 2014)
- Riccardo Nobili, pittore, scrittore e illustratore italiano (Firenze, n. 1859 - Venezia, † 1939)
- Riccardo Palanti, pittore e decoratore italiano (Casalbuttano ed Uniti, n. 1893 - Brescia, † 1978)
- Riccardo Pellegrini, pittore italiano (Milano, n. 1863 - Crescenzago, † 1934)
- Riccardo Perucolo, pittore italiano (Zoppè - Conegliano, † 1568)
- Riccardo Quartararo, pittore italiano (Sciacca, n. 1443 - Palermo, † 1506)
- Riccardo Castagnedi, pittore, grafico e pubblicitario italiano (Colico, n. 1912 - Genova, † 1999)
- Riccardo Schweizer, pittore, scultore e fotografo italiano (Mezzano, n. 1925 - Casez, † 2004)
- Riccardo Taliano, pittore e gallerista italiano (Torino, n. 1929 - † 2012)
- Riccardo Tommasi Ferroni, pittore e incisore italiano (Pietrasanta, n. 1934 - Pieve di Camaiore, † 2000)
- Riccardo Zancano, pittore italiano (Trieste, n. 1971)

## Poeti(5)
- Riccardo Alderuccio, poeta italiano (Salò, n. 1925 - Noto, † 2024)
- Riccardo Balsamo Crivelli, poeta italiano (Settimo Milanese, n. 1874 - Bordighera, † 1938)
- Riccardo Duranti, poeta e traduttore italiano (Terni, n. 1949)
- Riccardo Forster, poeta, giornalista e critico teatrale italiano (Zara, n. 1869 - Napoli, † 1939)
- Riccardo Mannerini, poeta e paroliere italiano (Genova, n. 1927 - Genova, † 1980)

## Politici(48)
- Riccardo Bruzzani, politico italiano (Monsummano Terme, n. 1946)
- Riccardo Calcagno, politico e generale italiano (Lecce, n. 1872 - Roma, † 1953)
- Riccardo Conti, politico italiano (Brescia, n. 1947)
- Riccardo De Corato, politico italiano (Andria, n. 1951)
- Riccardo Di Corato, politico italiano (Andria, n. 1929 - Bari, † 2014)
- Riccardo Di Palma, politico italiano (Andria, n. 1952)
- Riccardo Fabbri, politico e sindacalista italiano (Siena, n. 1920 - Roma, † 1967)
- Riccardo Fraccaro, politico italiano (Montebelluna, n. 1981)
- Riccardo Fragassi, politico italiano (Pisa, n. 1963)
- Riccardo Gallo, politico italiano (Montevideo, n. 1967)
- Riccardo Garosci, politico italiano (Torino, n. 1955)
- Riccardo Gigante, politico, giornalista e imprenditore italiano (Fiume, n. 1881 - Castua, † 1945)
- Riccardo Lombardi, politico, ingegnere e giornalista italiano (Regalbuto, n. 1901 - Roma, † 1984)
- Riccardo Magi, politico italiano (Roma, n. 1976)
- Riccardo Augusto Marchetti, politico italiano (Umbertide, n. 1987)
- Riccardo Margheriti, politico italiano (Chiusi, n. 1938)
- Riccardo Marone, politico italiano (Napoli, n. 1948)
- Riccardo Mastrangeli, politico italiano (Roma, n. 1960)
- Riccardo Mazzoni, politico e giornalista italiano (Prato, n. 1953)
- Riccardo Migliori, politico italiano (Firenze, n. 1952)
- Riccardo Milana, politico italiano (Roma, n. 1957)
- Riccardo Minardo, politico italiano (Modica, n. 1951)
- Riccardo Misasi, politico italiano (Cosenza, n. 1932 - Roma, † 2000)
- Riccardo Molinari, politico italiano (Alessandria, n. 1983)
- Riccardo Monaco, politico e militare italiano (Napoli, n. 1912 - Napoli, † 1994)
- Riccardo Montalban, politico italiano (Conegliano, n. 1844 - Belluno, † 1906)
- Riccardo Nencini, politico e scrittore italiano (Barberino di Mugello, n. 1959)
- Riccardo Nuti, politico italiano (Palermo, n. 1981)
- Riccardo Olgiati, politico italiano (Legnano, n. 1983)
- Riccardo Pedrizzi, politico italiano (Cava de' Tirreni, n. 1943)
- Riccardo Ravagnan, politico, avvocato e partigiano italiano (Chioggia, n. 1894 - Venezia, † 1970)
- Riccardo di Taranto, politico e militare italiano (n. 1130)
- Riccardo II di Capua, politico italiano
- Riccardo d'Acerra, politico italiano (Acerra - Capua, † 1196)
- Riccardo Ricciardi, politico italiano (Pietrasanta, n. 1982)
- Riccardo Ricciuti, politico italiano (Roma, n. 1960)
- Riccardo Romano, politico italiano (Cava de' Tirreni, n. 1922 - Agropoli, † 2003)
- Riccardo Rosa, politico italiano (Lisignago, n. 1902 - † 1970)
- Riccardo Rossi, politico italiano (Trani, n. 1964)
- Riccardo Salvador, politico italiano (Piovene Rocchette, n. 1900 - Schio, † 1993)
- Riccardo Secondi, politico e oculista italiano (Cologno ed Uniti, n. 1832 - Lodi, † 1903)
- Riccardo Sineo, politico italiano (Sale, n. 1805 - Torino, † 1876)
- Riccardo Triglia, politico italiano (Casale Monferrato, n. 1937 - Casale Monferrato, † 2016)
- Riccardo Tucci, politico italiano (Bad Soden am Taunus, n. 1986)
- Riccardo Ventre, politico italiano (Formicola, n. 1944)
- Riccardo Walter, politico e partigiano italiano (Schio, n. 1895 - Schio, † 1980)
- Riccardo Zanella, politico italiano (Fiume, n. 1875 - Roma, † 1959)
- Riccardo Zucconi, politico italiano (Camaiore, n. 1956)

## Politologi(1)
- Riccardo Pelizzo, politologo italiano (Verona, n. 1971)

## Predicatori(1)
- Riccardo Lombardi, predicatore e religioso italiano (Napoli, n. 1908 - Rocca di Papa, † 1979)

## Presbiteri(1)
- Riccardo Thirkeld, presbitero inglese (Coniscliffe - York, † 1583)

## Produttori televisivi(1)
- Riccardo Pasini, produttore televisivo e autore televisivo italiano (Milano, n. 1976)

## Rabbini(1)
- Riccardo Pacifici, rabbino italiano (Firenze, n. 1904 - Auschwitz, † 1943)

## Registi(11)
- Riccardo Donna, regista e cantautore italiano (Torino, n. 1954)
- Riccardo Freda, regista e sceneggiatore italiano (Alessandria d'Egitto, n. 1909 - Roma, † 1999)
- Riccardo Grandi, regista cinematografico e sceneggiatore italiano (Roma, n. 1972)
- Riccardo Mantoni, regista, doppiatore e autore televisivo italiano (Roma, n. 1918 - Roma, † 1991)
- Riccardo Milani, regista e sceneggiatore italiano (Roma, n. 1958)
- Riccardo Mosca, regista italiano (n. 1970)
- Riccardo Napolitano, regista italiano (Napoli, n. 1928 - Roma, † 1993)
- Riccardo Recchia, regista televisivo italiano (San Donà di Piave, n. 1958)
- Riccardo Schicchi, regista, fotografo e imprenditore italiano (Augusta, n. 1953 - Roma, † 2012)
- Riccardo Sesani, regista e sceneggiatore italiano (Rimini, n. 1949)
- Riccardo Tolentino, regista e attore italiano

## Religiosi(3)
- Riccardo Pampuri, religioso e medico italiano (Trivolzio, n. 1897 - Milano, † 1930)
- Riccardo di Cirencester, religioso e storico inglese (Cirencester - Westminster)
- Riccardo di Saint-Vanne, religioso francese (Bantheville, † 1046)

## Rugbisti a 15(5)
- Riccardo Aymonod, rugbista a 15 italiano (n. 1908)
- Riccardo Bocchino, ex rugbista a 15 italiano (Viterbo, n. 1988)
- Riccardo Brugnara, rugbista a 15 italiano (Mantova, n. 1993)
- Riccardo Favretto, rugbista a 15 italiano (Treviso, n. 2001)
- Riccardo Pavan, ex rugbista a 15 italiano (Conegliano, n. 1986)

## Sassofonisti(1)
- Riccardo Rauchi, sassofonista, cantante e compositore italiano (Roma, n. 1920 - San Benedetto del Tronto, † 1982)

## Scacchisti(1)
- Riccardo Del Dotto, scacchista italiano (Lucca, n. 1974)

## Sceneggiatori(2)
- Riccardo Ghione, sceneggiatore, regista e produttore cinematografico italiano (Acqui Terme, n. 1922 - † 2003)
- Riccardo Pesce, sceneggiatore italiano (Milano)

## Scenografi(2)
- Riccardo Bocchini, scenografo e architetto italiano (Roma, n. 1958)
- Riccardo Domenici, scenografo e costumista italiano (n. 1924)

## Schermidori(2)
- Riccardo Nowak, schermidore italiano (Bergamo, n. 1879 - Bergamo, † 1950)
- Riccardo Nuccio, schermidore italiano (Torino, n. 1991)

## Sciatori alpini(3)
- Riccardo Foppa, ex sciatore alpino italiano (n. 1961)
- Riccardo Stacchini, ex sciatore alpino sammarinese (Borgo Maggiore, n. 1965)
- Riccardo Tonetti, ex sciatore alpino italiano (Bolzano, n. 1989)

## Scrittori(13)
- Riccardo Bacchelli, scrittore, drammaturgo e giornalista italiano (Bologna, n. 1891 - Monza, † 1985)
- Riccardo Brun, scrittore, giornalista e sceneggiatore italiano (Napoli, n. 1974)
- Riccardo Calimani, scrittore e storico italiano (Venezia, n. 1946)
- Riccardo Cassini, scrittore e autore televisivo italiano (Napoli, n. 1960)
- Riccardo Cordiferro, scrittore, poeta e paroliere italiano (San Pietro in Guarano, n. 1875 - New York, † 1940)
- Riccardo D'Anna, scrittore e saggista italiano (Roma, n. 1962)
- Riccardo Gazzaniga, scrittore e poliziotto italiano (Genova, n. 1976)
- Riccardo Lorenzetti, scrittore italiano (Sinalunga, n. 1966)
- Riccardo Marchi, scrittore e giornalista italiano (Livorno, n. 1897 - Livorno, † 1992)
- Riccardo Parigi, scrittore italiano (Sesto Fiorentino, n. 1958)
- Riccardo Pazzaglia, scrittore, giornalista e attore italiano (Napoli, n. 1926 - Roma, † 2006)
- Wu Ming 5, scrittore e musicista italiano (Ankara, n. 1964)
- Riccardo Staglianò, scrittore e giornalista italiano (Viareggio, n. 1968)

## Scultori(1)
- Riccardo Pitter, scultore e pittore italiano (Castel d'Aviano, n. 1899 - Milano, † 1976)

## Sindacalisti(2)
- Riccardo Del Giudice, sindacalista, politico e giurista italiano (Lucera, n. 1900 - Roma, † 1985)
- Riccardo Terzi, sindacalista e politico italiano (Milano, n. 1941 - Milano, † 2015)

## Slittinisti(1)
- Riccardo Schöpf, slittinista austriaco (Innsbruck, n. 2001)

## Sociologi(1)
- Riccardo Campa, sociologo e filosofo italiano (Mantova, n. 1967)

## Sovrani(4)
- Riccardo di Cornovaglia, re (Winchester, n. 1209 - Berkhamsted, † 1272)
- Riccardo I d'Inghilterra, re britannico (Oxford, n. 1157 - Châlus, † 1199)
- Riccardo II d'Inghilterra, re (Bordeaux, n. 1367 - Pontefract, † 1400)
- Riccardo III d'Inghilterra, sovrano (Fotheringhay Castle, n. 1452 - Market Bosworth, † 1485)

## Stilisti(1)
- Riccardo Tisci, stilista italiano (Taranto, n. 1974)

## Storici(3)
- Riccardo Bauer, storico, giornalista e politico italiano (Milano, n. 1896 - Milano, † 1982)
- Riccardo Predelli, storico e archivista italiano (Rovereto, n. 1840 - Venezia, † 1909)
- Riccardo di San Germano, storico italiano (San Germano - † 1243)

## Storici della filosofia(1)
- Riccardo Quinto, storico della filosofia italiano (Pieve di Cadore, n. 1961 - Conegliano, † 2014)

## Tennisti(1)
- Riccardo Ghedin, ex tennista italiano (Roma, n. 1985)

## Teologi(1)
- Riccardo di San Vittore, teologo e filosofo francese (Scozia - Parigi, † 1173)

## Teorici della musica(1)
- Riccardo Rognoni, teorico della musica, violinista e compositore italiano († 1620)

## Terroristi(1)
- Riccardo Dura, terrorista italiano (Roccalumera, n. 1950 - Genova, † 1980)

## Tiratori a segno(2)
- Riccardo Mazzetti, tiratore a segno italiano (Busto Arsizio, n. 1984)
- Riccardo Ticchi, tiratore a segno italiano (Livorno, n. 1871)

## Tiratori a volo(1)
- Riccardo Filippelli, tiratore a volo italiano (n. 1980)

## Traduttori(1)
- Riccardo Valla, traduttore, saggista e scrittore di fantascienza italiano (Torino, n. 1942 - Torino, † 2013)

## Trombettisti(2)
- Riccardo Pinazzi, trombettista, compositore e direttore di banda italiano (Bocca d'Enza, n. 1890 - Parma, † 1961)
- Emilio Soana, trombettista italiano (Rivarolo Mantovano, n. 1943 - Milano, † 2025)

## Tuffatori(1)
- Riccardo Giovannini, tuffatore italiano (Roma, n. 2003)

## Velisti(1)
- Riccardo De Sangro Fondi, velista italiano (Napoli, n. 1879 - Napoli, † 1968)

## Velocisti(1)
- Riccardo Meli, velocista italiano (Vico Equense, n. 2001)

## Vescovi cattolici(6)
- Riccardo Battocchio, vescovo cattolico italiano (Bassano del Grappa, n. 1962)
- Riccardo Capece Minutolo, vescovo cattolico italiano (Napoli, n. 1746 - Napoli, † 1801)
- Riccardo Carlesi, vescovo cattolico italiano (Prato, n. 1869 - Prato, † 1932)
- Riccardo di Andria, vescovo cattolico italiano (Inghilterra - Andria)
- Riccardo di Chichester, vescovo cattolico britannico (Droitwich Spa, n. 1197 - Dover, † 1253)
- Riccardo, vescovo cattolico italiano (Novara - Novara, † 1123)

## Violinisti(1)
- Riccardo Brengola, violinista italiano (Napoli, n. 1917 - Roma, † 2004)

## Senza attività specificata(18)
- Riccardo Canesi, ex politico e geografo italiano (Carrara, n. 1958)
- Riccardo Falcinelli, grafico e designer italiano (Roma, n. 1973)
- Riccardo Lorenzone, sciatore d'erba italiano (Domodossola, n. 1976)
- Riccardo Manzi, vignettista e pittore italiano (Fondi, n. 1913 - Milano, † 1991)
- Riccardo Picchio, slavista italiano (Alessandria, n. 1923 - New Haven, † 2011)
- Riccardo Plantageneto, I duca di York, duca britannico (Shrewsbury, n. 1473 - Londra, † 1483)
- Riccardo Redi, storico del cinema italiano (Padova)
- Riccardo di Borgogna, conte (Auxerre, † 921)
- Riccardo di Piacenza, conte franco
- Riccardo della Bassa Lorena, conte († 973)
- Riccardo I di Aversa, cavaliere medievale normanno (Capua, † 1078)
- Riccardo Plantageneto, III conte di Cambridge, conte (Castello di Conisbrough, n. 1375 - Southampton, † 1415)
- Riccardo di Teate (Modena, † 1249)
- Riccardo III di Gaeta, duca normanno († 1140)
- Riccardo di Lincoln, inglese (La Manica, † 1120)
- Riccardo di Normandia, duca (Normandia - New Forest)
- Riccardo di Salerno, cavaliere medievale normanno (Marash, † 1114)
- Riccardo III di Normandia, duca (Normandia - Rouen, † 1028)